# 沙丘II 新王朝
《沙丘Ⅱ 新王朝》是一款由西木工作室制作、1992年维珍游戏发行的即时战略游戏。本游戏后于1993年在Amiga和Mega Drive上发行。根据大卫·林奇于1984年的电影《沙丘》改编。第三波文化事業代理的中文版譯名為《沙丘魔堡Ⅱ 王朝的建立》。

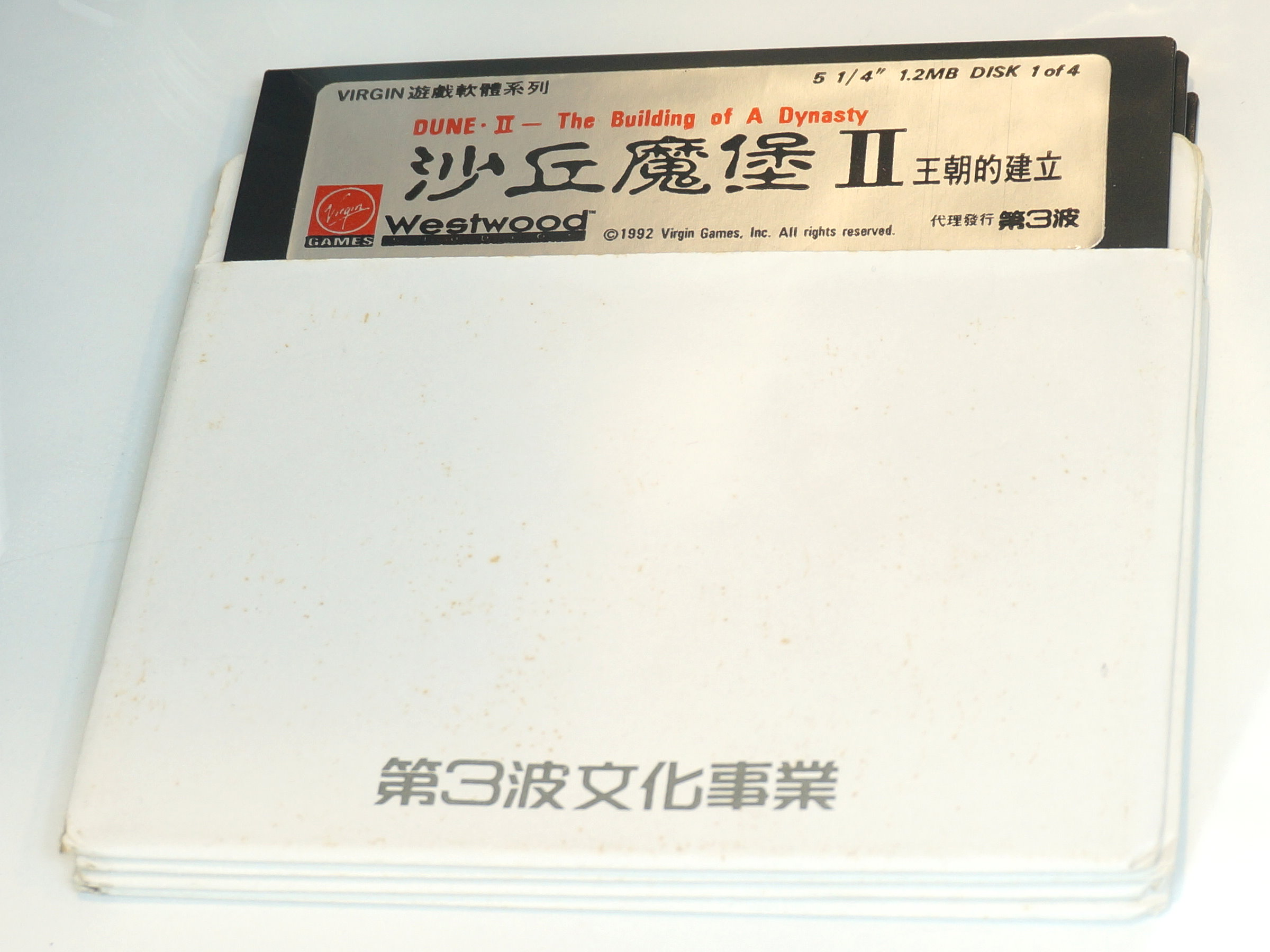
第三波文化事業代理的中文版

玩家作为一名星际基地的指挥官，目的是夺取其他基地。游戏的基本策略是通过矿车采集香料矿而进行提炼获得金钱。玩家通过金钱来建造军事设施以击败敌人。
《沙丘Ⅱ》为后续的即时战略游戏建立了一系列形式，这也主以说明这是第一款即时战略游戏。这个为之后的即时战略类游戏所采用。
游戏中，玩家可以选择三大家族（亚崔迪、奥多斯、哈肯尼）当中的一个，指挥该家族并为其夺取阿拉基斯。三大家族的设定也延续到后面的沙丘2000和沙丘3000中。
Electronic Games给与本游戏92%的分数。